# Hörgersberg
Hörgersberg ist ein Ortsteil der Gemeinde Bockhorn im Landkreis Erding in Oberbayern.

## Geografie
Der Weiler  liegt fünf Kilometer östlich von Bockhorn und gehört zur Gemarkung Eschlbach, das sich 2,5 Kilometer nördlich befindet.
Er liegt im tertiären Isar-Inn-Hügelland (Erdinger Holzland).

## Verkehr und öffentliche Einrichtungen
Die Staatsstraße 2084 verläuft zwei Kilometer südlich. 
In Hörgerberg befindet sich die Freiwillige Feuerwehr Eschlbach.

## Geschichte
Der Ort gehörte bis 1972 zu der ehemaligen Gemeinde Eschlbach und kam bei deren Auflösung zur Gemeinde Bockhorn.